# Johann Friedrich Christian Bornemann
Johann Friedrich Christian Bornemann (* 21. Juli 1791 in Schwarzenbek; † 29. Juni 1868 in Goldberg (Mecklenburg)) war ein deutscher Badearzt und Spezialist für Augenkrankheiten.

## Leben
Johann Friedrich Christian Bornemann studierte Humanmedizin an der Universität Göttingen und wurde hier am 10. Juni 1812 zum Dr. med. promoviert. Er ließ sich noch 1812 als praktischer Arzt in Goldberg nieder. Schon als Student hatte er sich im Doberaner Heiligendamm umgesehen. Später reiste er mehrfach in das erste deutsche Seebad, um Anregungen für seinen Kurort zu sammeln.
Er wurde Bade- und Brunnenarzt an der von Otto Kychenthal 1816 in Goldberg, Haus 50, der heutigen Langen Str. 101 entdeckten Heilquelle. Bornemann, der länger als ein halbes Jahrhundert in Goldberg wirkte, entwickelte sich zu einem tüchtigen Praktiker. Nach Kychenthals Verkauf 1838 wurde er Miteigentümer und deren Direktor. Seinen Patienten verordnete er Bäder und Trinkkuren. Zu den anfänglichen Indikationen gehörten Gicht und Rheumatismus, Blutarmut, Bleichsucht und chronische Hautleiden.
Später war er auch Amtsarzt für das Domanialamt Goldberg. 1823 wurde er Sanitätsrat und am 10. Juni 1862 erhielt er den Titel Medizinalrat.
Sein Bruder war der Gerichtsrat Heinrich Ernst Bornemann.
Nach 56-jähriger ärztlicher Tätigkeit in Goldberg starb Bornemann 1868.

## Schriften
- Diss. inaug. de ruminatione. Göttingen 1812
- Zwei Worte über den thierischen Magnetismus. Goldberg 1817
- Annalen des Gesundbrunnens zu Goldberg. Güstrow 1818.
- Annalen des Gesundbrunnens zu Goldberg. Als Anhang: Einige Bemerkungen über den Gebrauch warmer Bäder im Winter. zweites Heft, Hamburg 1819.
- Annalen des Gesundbrunnens zu Goldberg. Drittes Heft, Rostock 1820.
- Beiträge zur Beförderung wahrer Lebensansichten. Rostock 1821
- Beobachtung und Reflexion im Gebiete der Heilkunde. Heft 1. Berlin 1843

sowie zahlreiche Beiträge im Schweriner Freimüthigen Abendblatt